# ریچارد بارتلمس
ریچارد بارتلمس (انگلیسی: Richard Barthelmess؛ زاده ۹ مهٔ ۱۸۹۵ درگذشته ۱۷ اوت ۱۹۶۳) بازیگر اهل ایالات متحده آمریکا و یکی از دو نامزد جایزه بهترین بازیگر نقش اول مرد در اولین دوره مراسم اسکار بود. وی بین سال‌های ۱۹۱۶ تا ۱۹۴۲ میلادی فعالیت می‌کرد.
از فیلم‌هایی که وی در آن نقش داشته است می‌توان به پرواز شناسایی، نمایش نمایش‌ها، شکوفه‌های پرپر و روز هفتم اشاره کرد.

## درگذشت
بارتلمس بر اثر سرطان گلو در 17 اوت 1963 در سن 68 سالگی در ساوتهمپتون نیویورک درگذشت. او در گورستان و مقبره فرنکلیف در هارتسدیل، نیویورک به خاک سپرده شد.